# Don Friedman

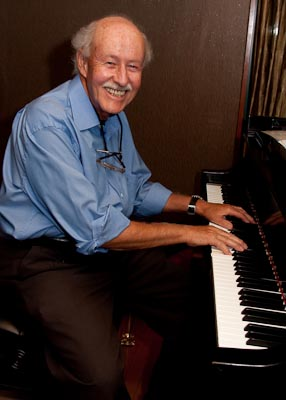
Don Friedman (2009)

Don Friedman (* 4. Mai 1935 in San Francisco; † 30. Juni 2016) war ein amerikanischer Jazzpianist.

## Leben und Wirken
Friedman, dessen musikalisches Talent sehr früh erkannt wurde, spielte schon im Alter von vier Jahren auf dem elterlichen Klavier. Ab 5 erhielt er Privatunterricht bei Katherine Swint. Im Alter von 15 zog er mit seiner Familie ins San Fernando Valley; er verweigerte nun den Unterricht, da der Erwartungsdruck sehr hoch war.
Mit 17 Jahren entdeckte Friedman durch einen Freund den Jazz; er besuchte das Hollywood Palladium, um Bands wie die von Les Brown, Stan Kenton und Billy May, zu hören. Die Kenton-Solisten Lee Konitz, Conte Candoli und Frank Rosolino erwiesen sich als prägend für seine Musik. Er studierte am Los Angeles City College. Mitte der 1950er Jahre spielte er im Raum Los Angeles mit diversen Gruppen, darunter Shorty Rogers, Chet Baker, Buddy Collette, Ornette Coleman und Scott LaFaro. Seine erste Aufnahme machte er mit den Trompetern Hank DeMano und Jack Millman. 1956 engagierte Buddy DeFranco Friedman für eine Tournee, darunter Auftritte im Birdland und Basin Street in New York City.
Friedman zog zurück nach Kalifornien und lebte dort ungefähr ein Jahr. In Los Angeles machte er Bekanntschaft mit dem Kontrabassisten Scott LaFaro. 1958 ging er nach New York City und tourte mit DeFranco. Weiter spielte Friedman in vielen Zusammensetzungen, darunter seinem eigenen Trio und mit Künstlern wie Pepper Adams, Booker Little, Jimmy Giuffre (New York Concerts: The Jimmy Giuffre 3 & 4, 1965), Charles Lloyd, Chuck Wayne, Herbie Mann und Dave Pike. Er machte seine ersten Aufnahmen als Leiter für den Produzenten Orrin Keepnews bei Riverside Records von 1961 bis 1964. Die ersten drei Platten waren mit seinem Trio und das vierte war ein Quartett („Dreams and Explorations“) mit dem Gitarristen Attila Zoller (an dessen in Berlin realisierter Aufnahme The Horizon Beyond er auch beteiligt war). Die Aufnahmen bekamen eine sehr gute Kritik: Drei von ihnen gewannen 5 Sterne, das Top-Rating bei Down Beat, während die vierte 4 Sterne erhielt. 1965 gewann Friedman einen neuen Star Award in Down Beat’s annual Critics’ Poll. In den 60ern begann Friedman eine Verbindung mit Clark Terry, um in seiner Big Band zu arbeiten. Friedman lehrte auch an der New York University und leitete dort ein Jazz Ensemble.
Seit den 60ern, in denen er in New York City, als Jazzpianist und Pianolehrer arbeitete, tourte er mit vielen verschiedenen Gruppen häufig durch die USA, Europa und Japan. Positive Kritik bekam er für seinen lyrischen Stil sowie seine technische Virtuosität. Friedman spielt in breiter stilistischer Breite von Mainstream Jazz mit Ruby Braff, Clark Terry zum Modern Creative Jazz mit Attila Zoller und Lee Konitz (Thingin, 1996) oder dem Bandprojekt Reflexionen mit Urs Leimgruber und Bobby Burri. In den USA meist unterbewertet, verfügt er in Japan über einen hohen Bekanntheitsgrad. So wurden viele Aufnahmen ausschließlich dort veröffentlicht. Jüngere Aufnahmen und Konzerte realisierte Friedman mit dem Bassisten Martin Wind und im Trio mit Ed Schuller und Reuben Hoch.
Für das deutsche Label ACT nahm er im Jahr 2005 im Rahmen der Serie Piano Works eine Attila Zoller gewidmete Soloplatte (A to Z) auf.
Friedman war mehrfach Gast des Festivals Jazz Baltica, wo er im Jahr 2009 Eigenkompositionen mit seinem Jazztrio und einem Streichquartett vorgestellt hat (The Composer Enja).